# خورمیز سفلی
خورمیز سفلی روستایی در دهستان خورمیز بخش مرکزی شهرستان مهریز استان یزد ایران است.

## جمعیت
بر پایه سرشماری عمومی نفوس و مسکن در سال ۱۳۹۵ جمعیت این روستا ۲٬۱۶۱ نفر (۶۳۱خانوار) بوده‌است.